# 633-й корпусной артиллерийский полк
633-й корпусной артиллерийский полк — воинское подразделение в вооружённых силах СССР во время Великой Отечественной войны.

## История
Формирование полка начато в июле 1943 года.
В составе действующей армии с 20.05.1944 по 09.05.1945 года.
После формирования направлен в Орловский военный округ, затем переброшен на рубеж реки Свирь, где принял участие в Свирско-Петрозаводской операции, после чего передислоцирован в Заполярье, где принимал участие в Петсамо-Киркенесской операции, отличился при освобождении Печенги.
До конца боевых действий находился в Норвегии.

## Полное наименование
- 633-й корпусной пушечный артиллерийский Свирский ордена Суворова III  степени полк

## Подчинение
| Дата            | Фронт (округ)            | Армия                | Корпус (группа) | Примечания |
| --------------- | ------------------------ | -------------------- | --------------- | ---------- |
| 01.08.1943 года | Московский военный округ | -                    | -               |            |
| 01.09.1943 года | Московский военный округ | -                    | -               |            |
| 01.10.1943 года | Московский военный округ | -                    | -               |            |
| 01.11.1943 года | Московский военный округ | -                    | -               |            |
| 01.12.1943 года | Московский военный округ | -                    | -               |            |
| 01.01.1944 года | Московский военный округ | -                    | -               |            |
| 01.02.1944 года | Московский военный округ | -                    | -               |            |
| 01.03.1944 года | Орловский военный округ  | -                    | -               |            |
| 01.04.1944 года | Орловский военный округ  | -                    | -               |            |
| 01.05.1944 года | Орловский военный округ  | -                    | -               |            |
| 01.06.1944 года | Карельский фронт         | 7-я армия            | -               |            |
| 01.07.1944 года | Карельский фронт         | 7-я армия            | -               |            |
| 01.08.1944 года | Карельский фронт         | 7-я армия            | -               |            |
| 01.09.1944 года | Карельский фронт         | 7-я армия            | -               |            |
| 01.10.1944 года | Карельский фронт         | 14-я армия           | -               |            |
| 01.11.1944 года | Карельский фронт         | 14-я армия           | -               |            |
| 01.12.1944 года | -                        | 14-я отдельная армия | -               |            |
| 01.01.1945 года | -                        | 14-я отдельная армия | -               |            |
| 01.02.1945 года | -                        | 14-я отдельная армия | -               |            |
| 01.03.1945 года | -                        | 14-я отдельная армия | -               |            |
| 01.04.1945 года | -                        | 14-я отдельная армия | -               |            |
| 01.05.1945 года | -                        | 14-я отдельная армия | -               |            |

## Командование
Командир полка
- Березин Иван Фёдорович, подполковник

Заместитель командира полка
- Трофимов Александр Николаевич, майор

Заместитель командира полка по политической части
- Верещагин Николай Ефимович, майор

Начальник штаба
- Бегма Николай Иванович, майор

Помощник начальника штаба
- Платонов Фёдор Васильевич, капитан

Начальник связи
- Сидоренко Стефан Никифорович, капитан

Начальник артиллерийского снабжения
- Лямин Алексей Иванович, капитан

## Награды и наименования
| Награда (наименование)           | Дата                                                           | За что получена |
| -------------------------------- | -------------------------------------------------------------- | --- |
| Почётное наименование «Свирский» | Приказ Верховного Главнокомандующего № 0174 от 02.07.1944 года | За участие в Свирско-Петрозаводской операции |
| Орден Суворова III степени       | Указ Президиума ВС СССР от 31.10.1944 года                     | За образцовое выполнение заданий командования в боях с немецкими захватчиками, за освобождение города Петсамо (Печенга) и проявленные при этом доблесть и мужество. |